# Bakary Jarju
Bakary Banana Jarju (auch in der Schreibweise Bakary Banana Jarjue) (* 3. Juni 1949) ist ein Leichtathlet aus dem westafrikanischen Staat Gambia, der sich auf die Kurzstrecke spezialisiert hat. Er nahm an den Olympischen Spielen 1984 teil.

## Leben
Zum ersten Mal reisten gambische Sportler 1976 zu Olympischen Sommerspielen. Als Protest gegen die Teilnahme der neuseeländischen Mannschaft, dessen Rugby-Union-Nationalmannschaft mit einer umstrittenen Tour kurz vor den Spielen den internationalen Sportbann gegen Südafrika gebrochen hatte, entschlossen sich die afrikanischen Länder, die Spiele von Montreal zu boykottieren. Gambia schloss sich diesem Boykott an und die fünf Sportler und zwei Funktionäre reisten wieder aus dem olympischen Dorf ab. Darunter waren die 4-mal-100-Meter-Staffel und 4-mal-400-Meter-Staffel mit den dafür vorgesehenen Läufern Bambo Fatty, Sheikh Tidiane Faye, Pierre Jallow, Sheriff Mboge und Bakary Jarju. Vier Jahre später lehnte das Gambia National Olympic Committee (GNOC) die Einladung zu den Olympischen Sommerspielen in Moskau ab und schloss sich damit dem Boykott der meisten westlichen Staaten an.
Jarju nahm bei den Olympischen Sommerspielen 1984 in Los Angeles an zwei Wettbewerben teil:
- Im Wettbewerb 100-Meter-Lauf lief er im ersten Vorlauf 10,68 s, wurde Vierter in diesem Lauf und qualifizierte sich damit nicht für die nächste Runde.
- Im Wettbewerb 4-mal-100-Meter-Staffel lief er zusammen mit Dawda Jallow, Abdurahman Jallow und Sheikh Omar Fye. Jarju lief als Erster der Staffel, die im Vorlauf mit 40,73 s Letzte wurde und sich damit nicht für das Halbfinale qualifizieren konnte.

## Persönliche Bestzeiten
- 100 Meter: 10,3 s (1979)